# Cartusia Kartuzy
Cartusia 1923 Kartuzy – klub piłkarski z Kartuz założony w 1923 roku przez braci Ostoja-Lniskich. Po wojnie reaktywowany w roku 1952 (często błędnie określaną jako data powstania). Obecnie występuje w III lidze w grupie II.

## Informacje ogólne
- Rok założenia: 1923
- Barwy: niebiesko-biało-czarne

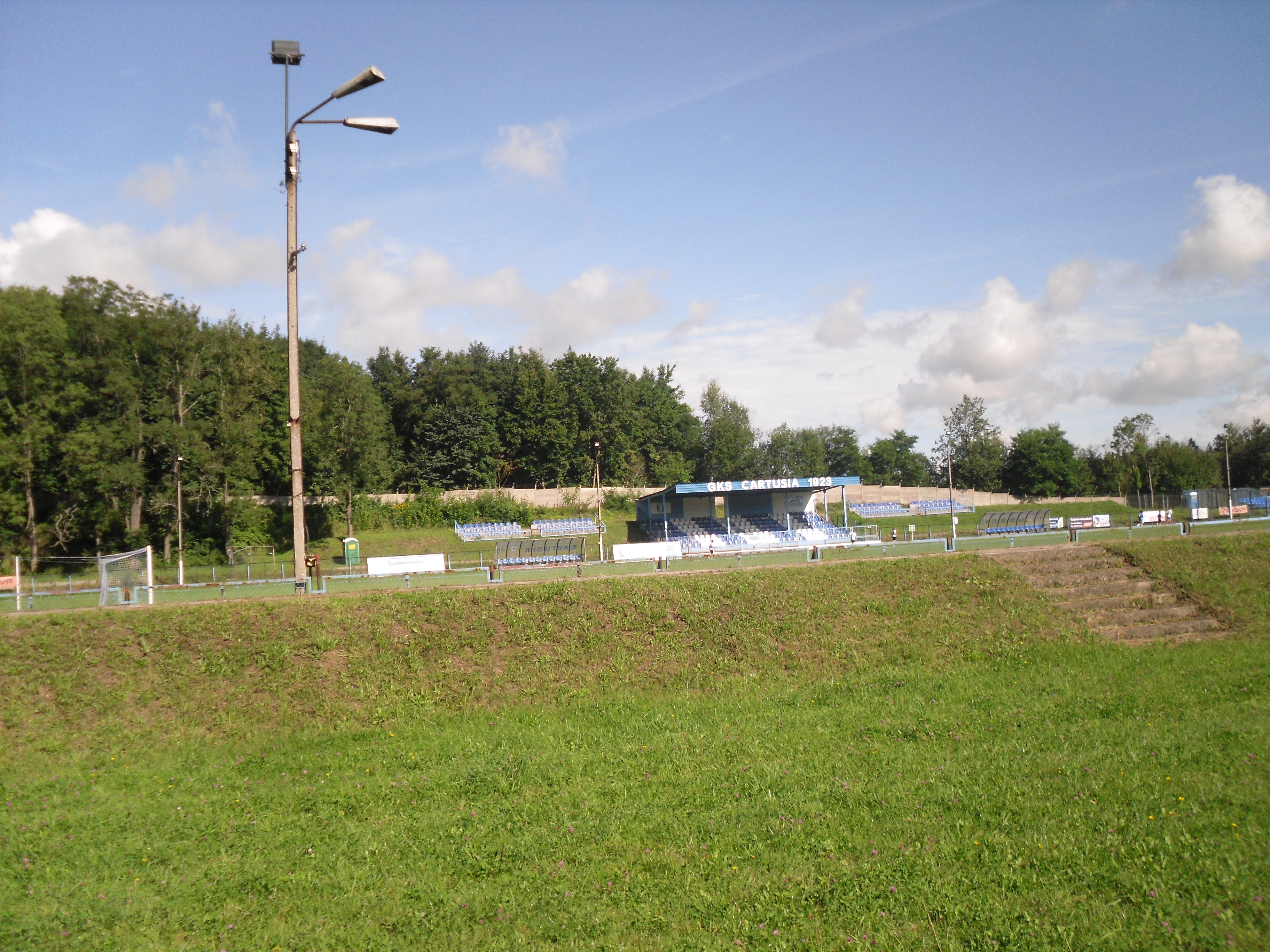
Stadion

- Adres: 83-300 Kartuzy, ul. 3 Maja 39
- Stadion: pojemność - 700 osób (500 miejsc siedzących), wymiary - 105 x 68,5 m, monitoring, oświetlenie, płyta trawiasta; drugie boisko o nawierzchni sztucznej z oświetleniem; właściciel obiektu Urząd Miejski w Kartuzach;
- Prezes: Joanna Szulc[1]
- Wiceprezes: Sławomir Skowronek
- Skarbnik i członek zarządu : Tadeusz Orczykowski
- Trener zespołu:

## Historia

### Okres międzywojenny 1923-1939
Wraz z przyznaniem Kartuzom w dniu 29 marca 1923 roku praw miejskich i nadaniem herbu wzrósł prestiż tej miejscowości w regionie. Miasto stało się znaczącym ośrodkiem turystyczno-wypoczynkowym Kaszub.
W tym też czasie rozwijały się różnego rodzaju organizacje sportowe. W 1923 roku powstała drużyna piłkarska, która przyjęła nazwę „Cartusia”. Jej założycielami byli bracia Emil i Leon Ostoja- Lniscy (członkowie Związku Towarzystw Kupieckich na Pomorzu i założyciele Towarzystwa Kupców Samodzielnych w Kartuzach), Teofil Czerwiński, Wiktor Litwin i Alojzy Armatowski.
Tę właśnie datę przyjmuje się jako początek historii klubu.
Początkowo była to organizacja nieformalna, która funkcjonowała do 1925 roku. W tym też roku, a dokładnie 28 maja 1925 roku, powołano pierwszą formalną organizację sportową pod nazwą Gniazdo Towarzystwa Gimnastycznego „Sokół” Kartuzy (dalej TG Sokół), którego założycielami byli także bracia Emil i Leon Ostoja- Lniscy, Aleksander Okoniewski (lekarz), którego wybrano pierwszym prezesem oraz Józef Lniski, Augustyn Senger, Teodor Czerwiński Jan Adamczyk i Klonowski (imię nieustalone).
W tymże roku TG „Sokół” z/s w Kartuzach zarejestrowane zostało w Starostwie Powiatowym w Kartuzach a drużyna piłkarska, utworzona na bazie istniejącej dotąd jako klub sportowy Cartusia, grupy koleżeńskiej uprawiającej piłkarstwo, w Okręgowym Związku Piłki Nożnej.
Pierwsze walne zebranie TG Sokół z udziałem 40 osób odbyło się niespełna rok później, bo 8 maja 1926 roku w hotelu „Centralnym” (dzisiejsze Centrum Kultury Kaszubski Dwór) i włączono wówczas oficjalnie sekcje piłki nożnej oraz gimnastyczną i lekkiej atletyki do TG „Sokół”. W późniejszym czasie utworzono również sekcję narciarską.
Kartuski „Sokół” od początku swego istnienia był inicjatorem i organizatorem imprez sportowych i kulturalno- oświatowych. Nie było rocznicy narodowej, święta państwowego, czy kościelnego obchodzonych bez udziału TG „Sokół” – rozgrywanych meczów piłkarskich, czy popisów gimnastycznych i lekkoatletycznych. Najbardziej widoczna wśród mieszkańców miasta była właśnie drużyna piłkarska, która tylko w roku 1926 rozegrała 13 spotkań, z których 6 wygrała.
W kolejnych latach powstały kolejne sekcje m.in. kręglarska, strzelecka, kolarska i pływacka.
W początkowym okresie istnienia klubu, tj. w okresie lat 20. XX wieku, mecze mistrzowskie rozgrywano na boisku stworzonym z polany leśnej usytuowanym na Wzgórzu Wolności koło leśnictwa Bilowo.
W 1927 roku kartuskie TG „Sokół” zostało włączone do powołanego w tym czasie Towarzystwa Gimnastycznego „Sokół” w Kościerzynie.
TG „Sokół” było organizacją ogólnokrajową działającą o jednolity, ogólnie przyjęty statut. Celem jego było fizyczne wychowanie młodzieży w duchu olimpizmu i patriotyzmu.
Poszczególne Gniazda i Okręgi TG Sokół organizowały atrakcyjne „Zloty” ze zróżnicowanymi organizacjami. W Kartuzach takie imprezy w owym czasie mogliśmy przeżywać dwukrotnie, bo w 1931 i 1935 roku.
W latach 1935–1936 notuje się zwiększone zainteresowanie sportem, głównie piłki nożnej wśród młodzieży. Dzieje się to w wyniku widocznego rozwoju bazy, a szczególnie oddania w 1935 roku wielofunkcyjnego stadionu miejskiego w Kartuzach przy ul. 3 Maja, gdzie do dziś Cartusia rozgrywa swoje mecze.
Obiekt ten wyposażono wówczas w boisko do gry w piłkę nożną, boiska do małych gier (siatkówka, koszykówka), dwa korty tenisowe, komplet urządzeń do lekkoatletyki z 400-metrową, 4-torową bieżnią, 50-metrową strzelnicę, obwałowaną na wysokość 4 m z trzech stron. Przy bramie znajdował się drewniany domek z kioskiem, kasą oraz zadaszonym tarasem wyposażonym w stoły i ławki. Drewniana trybuna oraz domek z szatnią i pomieszczeniem gospodarza dopełniał całość obiektu.
Stadion był ogrodzony, od strony lasu płotem z elementów betonowych, zaś od ulicy 3 Maja siatką metalową z żywopłotem. Wielofunkcyjność tego obiektu sprawiała szerokie zainteresowanie i kiedy pogoda dopisywała, korzystano z niego codziennie. Liczni spacerowicze obserwowali jak w kilku miejscach i różnych dyscyplinach ćwiczono jednocześnie.

## Sukcesy
- 2005 - awans do III ligi.
- 2013 - zdobywca regionalnego Pucharu Polski na szczeblu Pomorskiego Związku Piłki Nożnej w Gdańsku pokonując w finale rozgrywanym w Malborku w dniu 29.06.2013 r. Kaszubię Kościerzyna 1:0.
- 2018 - mistrzostwo V ligi (grupa Gdańsk I) i awans do IV ligi.

## Rozgrywki z udziałem klubu
- 2000/01 – Puchar Polski, grupa: Pomorski ZPN
- 2001/02 – IV liga grupa: pomorska
- 2001/02 – Puchar Polski, grupa: Pomorski ZPN
- 2002/03 – IV liga, grupa: pomorska
- 2002/03 – Puchar Polski, grupa: Pomorski ZPN
- 2003/04 – IV liga, grupa: pomorska
- 2003/04 – Puchar Polski, grupa: Pomorski ZPN
- 2003/04 – Baraże uzupełniające o udział w III lidze, gr. II
- 2004/05 – IV liga, grupa: pomorska
- 2004/05 – Puchar Polski, grupa: Pomorski ZPN
- 2005/06 – III liga, grupa II
- 2005/06 – Puchar Polski, grupa: Pomorski ZPN
- 2006/07 – III liga, grupa II
- 2006/07 – Puchar Polski, grupa: Pomorski ZPN
- 2007/08 – III liga, grupa II
- 2008/09 – III liga grupa pomorsko-zachodniopomorska
- 2009/10 – III liga grupa I
- 2010/11 – III liga grupa I
- 2011/12 – III liga grupa I
- 2012/13 – III liga grupa I
- 2013/14 – III liga grupa I
- 2014/15 – III liga grupa I
- 2015/16 – III liga grupa pomorsko-zachodniopomorska
- 2016/17 – IV liga grupa pomorska
- 2017/18 – IV liga grupa pomorska
- 2018/19 – klasa okręgowa grupa Gdańsk I
- 2019/20 – IV liga grupa pomorska
- 2020/21 – IV liga grupa pomorska
- 2021/22 – klasa okręgowa grupa Gdańsk I; fuzja po sezonie z GKS-em Przodkowo[2]
- 2022/23 – III liga, gr. II
- 2023/24 – III liga, gr. II

## Piłkarze
| Bramkarz  | 33 | Artur Babiński         | Polska | wychowanek       |
| Bramkarz  | 1  | Filip Petka            | Polska | GKS Żukowo       |
| Obrońca   | 3  | Adrian Raulin          | Polska | GKS Żukowo       |
| Obrońca   | 14 | Damian Nurek           | Polska | wychowanek       |
| Obrońca   | 20 | Franciszek Sierszyński | Polska | KP Sopot         |
| Obrońca   | 11 | Marcin Adamkiewicz (C) | Polska | SMS Łódź         |
| Obrońca   | 22 | Oskar Adamczyk         | Polska | wychowanek       |
| Obrońca   |    | Jan Turowski           | Polska | Korona Człopa    |
| Obrońca   |    | Marek Dawidowski       | Polska | GKS Sierakowice  |
| Pomocnik  | 16 | Szymon Wenta           | Polska | wychowanek       |
| Pomocnik  |    | Filip Ustowski         | Polska | GKS Sierakowice  |
| Pomocnik  | 21 | Bartłomiej Teca        | Polska | GKS Żukowo       |
| Pomocnik  | 16 | Gracjan Trapkowski     | Polska | GKS Żukowo       |
| Pomocnik  |    | Jakub Giec             | Polska | Gryf Wejherowo   |
| Pomocnik  | 8  | Mateusz Toporek        | Polska | Lechia Gdańsk    |
| Pomocnik  | 15 | Paweł Piór             | Polska | GKS Żukowo       |
| Pomocnik  | 7  | Paweł Rypel            | Polska | Sztorm Mosty     |
| Pomocnik  | 6  | Łukasz Konkol          | Polska | wychowanek       |
| Napastnik | 18 | Dominik Dejk           | Polska | GKS Żukowo       |
| Napastnik | 10 | Kacper Paninski        | Polska | GKS Sierakowice  |
| Napastnik | 9  | Roland Kazubowski      | Polska | Wierzyca Pelplin |
| Napastnik | 17 | Zbigniew Bodzak        | Polska | Orlęta Reda      |